# Andrew E. Svenson
Pour les articles homonymes, voir Svenson.
 (décembre 2018).
Si vous disposez d'ouvrages ou d'articles de référence ou si vous connaissez des sites web de qualité traitant du thème abordé ici, merci de compléter l'article en donnant les références utiles à sa vérifiabilité et en les liant à la section « Notes et références ».
Andrew E. Svenson, né le 8 mai 1910 à Belleville (New Jersey) et mort le 21 août 1975 à Livingston (New Jersey), est un auteur américain de livres pour la jeunesse, un éditeur, et partenaire dans le Stratemeyer Syndicate.
Sous une variété de pseudonymes, dont plusieurs ont été partagés avec d'autres auteurs, Andrew E. Svenson est l'auteur ou le co-auteur de plus de 70 livres pour enfants, y compris des livres pour les séries Les Frères Hardy, The Bobbsey Twins, Tom Swift et Honey Bunch. Il est surtout connu pour avoir créé et écrit Les Joyeux Jolivet sous le nom de Jerry West et The Tolliver Family sous le nom d'Alan Stone.

## Biographie

### Enfance et adolescence
Andrew E. Svenson naît à Belleville (New Jersey) en 1910 de Sven Andrew Svenson et Laura (Soleau) Svenson. Il est l'aîné de trois enfants. Son frère Arthur devient professeur de gestion des affaires à l'Université de New York et Marjorie, sa sœur, infirmière.
La famille déménage à Newark (New Jersey) où Andrew E. Svenson fréquente le lycée Barringer High School. Il est athlétique et participe à des compétitions de sprint à l'école secondaire, puis à l'université.

### Université
Andrew E. Svenson commence ses études d'ingénieur au Carnegie Institute of Technology (aujourd'hui université Carnegie-Mellon) avant de réaliser que les mathématiques ne sont pas son point fort. Il est transféré à l'université de Pittsburgh, où il se concentre sur son écriture, et obtient son diplôme en 1932.
Après sa première année d'université, il s'engage dans une aventure transfrontalière avec son jeune frère Arthur. Ils achètent une voiture ancienne (rumeur selon laquelle il s'agit d'un modèle T), qui les transporte du New Jersey au Montana avant que les roues ne tombent littéralement. Les deux frères font de l'auto-stop jusqu'à Seattle, où ils montent à bord d'un cargo en direction de la côte est, via le canal de Panama.  Ils s'arrêtent à Cuba avant d'arriver enfin chez eux. Certains suggèrent que ce voyage a inspiré de futurs livres des Frères Hardy.

### Mariage
Andrew E. Svenson rencontre sa future femme à l'université.  Marian Stewart est la fille adoptive de parents riches ; ils n'approuvent pas son mariage avec "le fils d'un plombier", de sorte que le jeune couple s'enfuit en 1932. Elle est reniée par ses parents pendant six mois, et ils refusent de payer sa dernière année d'université. Le jeune couple lutte pour survivre pendant la Grande Dépression, mais a finalement un long mariage heureux. Ils ont six enfants : Laura, Andrew jr., Jane, Eric, Eileen et Ingrid.

### Mort
Andrew E. Svenson meurt d'un cancer de la prostate au Centre médical de Saint Barnabas, à Livingston (New Jersey), en 1975, à l'âge de 65 ans.

## Carrière

### Débuts
Andrew E. Svenson commence sa carrière comme copiste au Newark Evening News, où il reste jusqu'en 1948. Il y gravit les échelons, devenant écrivain. Il a sa propre chronique sur les soins et la santé des animaux de compagnie. Pendant la Seconde Guerre mondiale, il est promu au War Desk et devient le rédacteur en chef du Sunday Edition du Newark Evening News. Au News, il se lie d'amitié avec l'écrivain Howard R. Garis, auteur de la collection de livres pour enfants Uncle Wiggily.

### Syndicat Stratemeyer
Howard R. Garis présente Andrew E. Svenson à la partenaire du Stratemeyer Syndicate, Harriet Adams, en 1947. Svenson débute au Syndicat comme écrivain fantôme en 1948. À sa mort, en 1975, il était devenu un partenaire à part entière du Syndicat et avait façonné le cours de plusieurs séries de livres pour enfants pendant trois décennies difficiles.
Andrew E. Svenson commence par écrire les volumes 28, 29 et 30 des Frères Hardy, d'après les grandes lignes tracées par Harriet Adams. Son premier livre des Frères Hardy est The Sign of the Crooked Arrow, publié en 1949.  Il progresse rapidement pour travailler sur d'autres séries et sur tous les aspects de la production - en fournissant des ébauches d'intrigues, en écrivant des manuscrits complets, en révisant et en réécrivant des œuvres produites par d'autres auteurs du Syndicat. En 1961, Svenson était devenu un élément si important du succès continu du Syndicat qu'il en était désormais un partenaire à part entière.
En plus des Frères Hardy, Andrew E. Svenson contribue aux Bobbsey Twins, Mel Martin Baseball Series, Honey Bunch et Norman, et Tom Swift Junior. Il crée également ses propres séries, dont Les Joyeux Jolivet (une série mystère basée sur ses propres enfants), Brett King (une série de cow-boys modernes), The Tollivers (créée en 1967, sur une famille afro-américaine de classe moyenne qui résout des mystères), et The Wynn and Lonny Racing Series (des frères aventureux de Caroline du Nord qui font de la course automobile et qui résolvent des mystères).

### Les Frères Hardy
La contribution la plus connue de Svenson à la littérature jeunesse est la série des Frères Hardy. La série a été créée en 1927 par le père de Harriet Adams, Edward Stratemeyer, et a été écrite par plusieurs écrivains fantômes jusqu'en 1948. Les premiers livres, écrits dans les années 1920 et 1930, reflètent l'ère sociale dans laquelle ils ont été créés ; selon les normes actuelles, ils comportent de nombreux stéréotypes raciaux. Les livres dépeignaient également les policiers sous un jour peu flatteur, et les frères eux-mêmes étaient quelque peu rebelles à l'autorité.
Les Frères Hardy ont commencé à évoluer à la fin des années 1940. Harriet Adams a choisi Svenson pour cette série en raison de sa vie familiale et de ses contributions à la communauté ; elle voulait un auteur qui pourrait créer des Frères Hardy plus modernes et plus sains. Auparavant rebelles, Les Frères Hardy étaient toujours aventureux, mais dorénavant respectueux, débrouillards et accomplis.  Ces nouveaux comportements reflétaient le changement d'image que les Américains avaient d'eux-mêmes à cette époque.
Les Frères Hardy évoluent de nouveau à partir de 1959. De nombreux lecteurs s'étant plaints des stéréotypes raciaux dans les anciens volumes, sous la pression de la maison d'édition, Harriet Adams accepte un projet de réécriture massive pour actualiser la série.  Svenson supervise le projet et finit par réécrire certains de ses premiers livres. Les nouveaux livres sont légèrement plus courts, exempts de stéréotypes raciaux négatifs et comprennent plus d'action et de lieux exotiques. Svenson poursuit sa mission de faire participer les enfants à des histoires passionnantes tout en leur enseignant. Il utilise intentionnellement un vocabulaire qui dépasse le niveau de lecture de son public cible, afin de l'encourager à chercher des mots dans le dictionnaire. Il se rend aussi dans les endroits exotiques qu'il décrit dans ses livres afin de représenter authentiquement les cultures en dehors des États-Unis. Il continue à écrire des livres des Frères Hardy jusqu'à sa mort, en 1975. Un de ses derniers changements à la série est une modification sur la quatrième de couverture des livres.  Sur les conseils de sa petite-fille Jennifer, il transforme le libellé de cette couverture, soit Tous les garçons... en Quiconque. Certains critiques se plaignent des changements apportés à la série ; d'autres saluent son élimination du langage sexiste et raciste et sa volonté de tenir les livres à jour et modernes.

### Les Joyeux Jolivet
Cette série, développée et presque entièrement écrite par Andrew Svenson, raconte les aventures d'une jeune famille américaine de classe moyenne résolvant des mystères depuis leur maison de Pine Lake à Shoreham. Cette série est unique en ce sens que les personnages sont basés sur la famille de Svenson.
Dans la série, Bob représente le vrai fils Andrew Jr., Patty représente la fille Laura, Ricky représente Eric, Jenny représente Jane, et Susy est un composite des deux plus jeunes filles de Svenson, Eileen et Ingrid. Même le chien et le chat ont de vrais homologues ; White Nose est vraiment le chat de la famille, Four Paws in the Snow, et le colley Zip est un véritable border collie, Lassie.
Le méchant Joe Brill, un tyran du quartier qui tente de déjouer les efforts de résolution des mystères des Hollister, est également basé sur une personne réelle, bien que tout le monde prétende avoir oublié son vrai nom.
Jane (Svenson) Kossmann raconte que son père a placé d'autres personnages réels dans cette série, dont Mme Farber, son professeur de sciences sociales.  Elle raconte aussi que certaines des histoires dans les livres sont basées sur des histoires de son camp scout féminin et des escapades de son frère au camp scout. Les enfants de Svenson, et plus tard ses petits-enfants, ont révisé et édité ses livres.  Jane se souvient d'être arrivée à la fin d'un chapitre d'un premier brouillon d'un livre, lorsqu'elle s'est rendu compte qu'elle ne pouvait pas continuer à lire, car le livre n'était pas terminé. Après avoir supplié son père de lui dire comment le livre se terminait, elle a été irritée par sa réponse : il ne savait pas encore comment il allait finir, puisqu'il ne l'avait pas encore écrit !
Jane se souvient aussi que même si ses amis à l'école savaient que Les Joyeux Jolivet étaient basés sur sa famille, personne ne pensait que c'était « une grosse affaire ». C'était juste un autre travail pour eux, même s'ils trouvaient étrange que leur père travaille de la maison parfois, et parfois toute la nuit et le week-end}. Elle rapporte qu'il avait tendance à écrire en séances concentrées, quelquefois pendant ce qui semblait être trois jours d'affilée. Quand il « s'enfermait dans son bureau pour écrire », personne ne pouvait le déranger.  Elle rapporte qu'il prenait des pauses pour nager à l'Association chrétienne de Jeunes Hommes locale, faire du vélo de course ou donner un coup de poing à un sac de boxe qu'il avait installé à la maison.